# Conus leopardus
Conus leopardus é uma espécie de gastrópode do gênero Conus, pertencente à família Conidae.

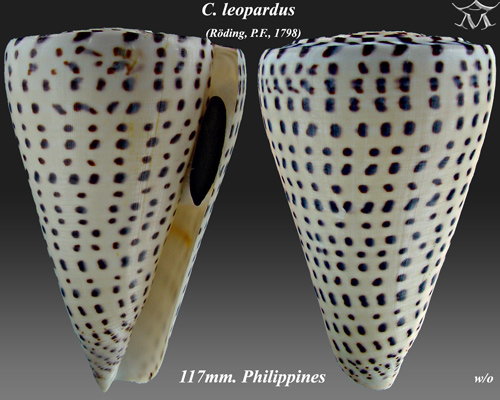
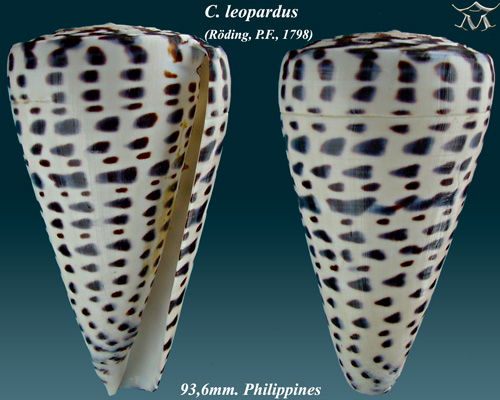
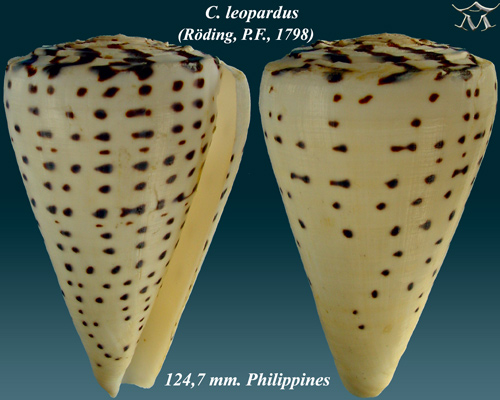